# Moonlight Requiem
Moonlight Réquiem es una banda argentina de metal gótico melódico oriunda de la ciudad de Bahía Blanca.

## Historia
La banda Moonlight Réquiem se creó a principios del año 2007, cuando el cantante Enigma ―luego de haber dejado de formar parte de la banda Enchained Souls― decidió comenzar un nuevo proyecto musical. La banda comenzó a ensayar y en septiembre de ese mismo año grabó de forma independiente un demo ―When night falls (‘cuando cae la noche’)― en un estudio de grabación de Bahía Blanca. Este material recibió buenas críticas en Internet. La banda fue invitada a formar parte de distintos festivales locales hasta hacer su presentación oficial el 30 de diciembre de 2007 en el teatro El Tablado, dejando una buena impresión en el público local.
En el transcurso del año 2008 la banda se dedica a la composición de nuevos temas, que serían incluidos en su primer álbum, tocando ocasionalmente y lidiando con la inestabilidad debida a los constantes cambios de formación.

### Silent agony
Llegado el año 2009 la banda vuelve a ingresar al estudio Silencio Urbano para dar comienzo a la grabación de su primer disco, Silent agony. Este proceso lleva varios meses de grabación. En septiembre de ese mismo año la banda decide terminar la grabación en El Vagón Recording Studio. En marzo de 2010 la banda dio por terminada la grabación del disco. Diego Fernández fue el encargado de la mezcla y masterización del disco. El 12 de diciembre de 2010, la banda presentó el nuevo disco.
Moonlight Réquiem se presentó el 21 de mayo de 2010 en Estación Rocksario y el 25 de mayo en Estación Rock Bar.
El 15 de octubre de 2010 se presentó en Estación Rock Bar. Luego de esta última presentación la banda decidió desvincularse de su guitarrista Wolfpack.

## Miembros

### Actuales
- Er-Mûrazôr: guitarra/bajo y voz
- Lourdes Medina: voz
- Gehirnske: teclados
- Leviatán: batería

### Anteriores
- Stephanie Malbert (2007-2008): voz
- Ariel Godino (2007-2008): guitarras
- Emilio Fernández (2007-2008): teclados
- Vanesa Arfuso (2008-2010): voz
- Antonella melgar (2009-2010): voz
- Ilidan (2008-2010): guitarras
- Enigma (2007-2011): ambientes y voz
- Wolfpack (2010-2011): guitarras

### Músicos invitados
- Luzía Blasco: voz y coros

## Demos
- 2007: When night falls.
- 2007: Moonlive (en vivo).
- 2008: CD promo.

## Álbumes
- 2010: Silent agony.